# Renaud de Bar (évêque de Chartres)
Pour les articles homonymes, voir Renaud de Bar.
Renaud de Bar (parfois dénommé Renaud de Mousson, Reginaldus de Moncione ) est évêque de Chartres de 1183 à 1217, année de sa mort. Il est fils de Renaud II, comte de Bar et d'Agnès de Champagne.

## Biographie

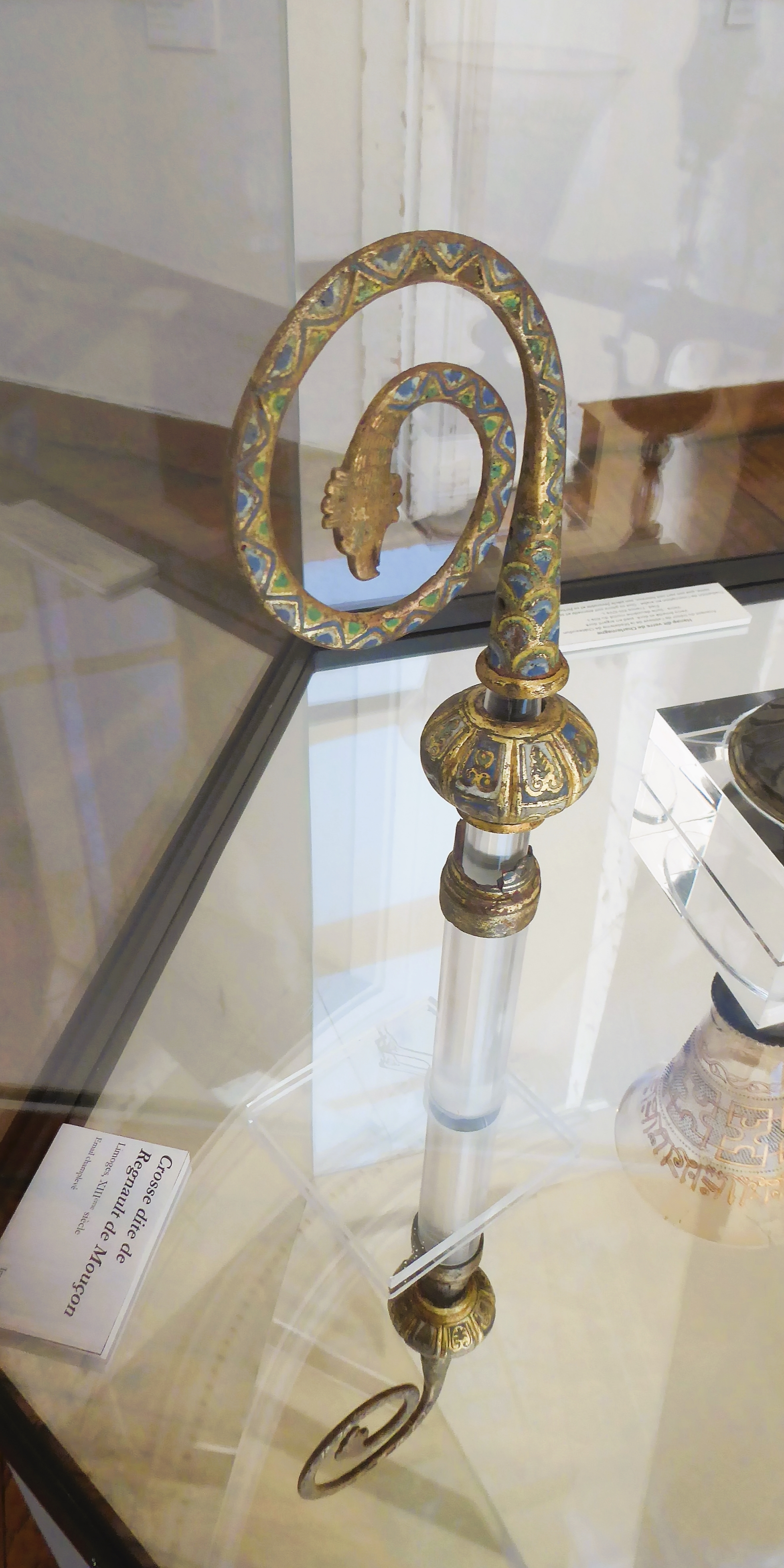
Crosse dite de Regnault de Mouçon, musée des Beaux-Arts de Chartres. Limoges, XIIIe siècle, émail champlevé.

Par sa mère, il est cousin germain de Philippe II Auguste, roi de France, ce qui facilite sa carrière. Il est nommé chanoine et trésorier de Saint-Martin de Tours, puis il est élu évêque de Chartres en 1182. Il joue un rôle important en France et en Champagne, et participe à la troisième croisade (1189-1192).
Revenu en France, il lance la reconstruction de la cathédrale de Chartres qui a subi un incendie en 1194.
Il négocie en 1199 le mariage de son cousin Thibaut III de Champagne avec Blanche de Navarre. Après la mort de ce dernier, et sous la régence de Blanche, il garde une grande influence à la Cour de Champagne. Durant la guerre de succession de Champagne, il fit partie du tribunal chargé de juger cette succession.
En 1210, il conduit un détachement de croisés en Albigeois et participe au siège de Termes.
Il est inhumé dans l'église de l'abbaye Notre-Dame de Josaphat à Lèves, dans l'actuel département d'Eure-et-Loir. En 1906, ses restes, exhumés lors de fouilles archéologiques, sont transférés dans le nouveau caveau des évêques installé dans la chapelle Saint-Piat au chevet de la cathédrale Notre-Dame de Chartres.